# Cucumeropsis mannii
Cucumeropsis es un género monotípico de plantas con flores perteneciente a la familia Cucurbitaceae. Su única especie: Cucumeropsis mannii, es originaria de África tropical al oeste del Rift de África Oriental, donde se cultiva como alimento y como fuente de aceite.

## Descripción
Es una planta trepadora o rastrera, robusta, ramosa. Produce parras hasta 4 m de longitud, que están cubiertas de pelos rígidos. Las hojas en forma de corazón o aproximadamente palmadas son de hasta 12 cm de largo y 14,5 cm de ancho. Pecíolos de 20 a 90 mm de longitud y 1,5 a 3 mm de diámetro. Presenta zarcillos. Flores amarillas, estaminadas y pistiladas, con brácteas de 1 a 3 mm. Frutos de color crema con rayas verdes, ovoides, avales a alargados, de 7 a 20 cm de largo por 5 a 16 cm de diámetro; con semillas de 12 a 19 mm por 7 a 8 mm.

## Ecología
Se encuentra en lugares inundados, bosque de galería y en la selva tropical, en la sabana con Pennisetum, en tierras en barbecho, y en los claros, a una altitud de 1150 metros. Es a menudo cultivada.

## Usos
Las semillas se muele, y utilizados para espesar sopas y guisos o como ingrediente de pasteles. La pulpa también es comestible, aunque de sabor amargo. La cubierta del fruto es utilizada para fabricar recipientes. En Ghana, el jugo de la fruta se utiliza como ungüento curativo. La planta se cultiva principalmente para aprovechar el aceite de la semilla.

## Taxonomía
A partir de ejemplares de África, Cucumeropsis mannii fue descrita por Charles Victor Naudin y publicado en Annales des Sciences Naturelles; Botanique, sér. 5, 5: 30. 1866. Posteriormente, Joseph Dalton Hooker clasificó la especie como Cladosicyos edulis, en Flora of Tropical Africa 2: 534. 1871. Independientemente, Célestin Alfred Cogniaux describió especímenes de Colombia como Posadaea sphaerocarpa, en el Bulletin de l'Académie Royale des Sciences et Belles-lettres de Bruxelles ser. 3, 20: 477, 1890. Basados en el análisis filogenético del orden de las Cucurbitales, en 2011, Hanno Schaefer y Susanne S.Renner incluyeron los géneros Cucumeropsis y Posadaea dentro del género Melothria. El epíteto mannii no está disponible debido a la existencia de Melothria mannii Cogn.; tampoco puede usarse edulis, por existir Melothia edulis Raf., por lo que proponen Melothria sphaerocarpa.
Sinonimia
- Cladosicyos edulis Hook.f.
- Corynosicyos edulis (Hook.f.) F.Muell.
- Cucumeropsis edulis (Hook.f.) Cogn.
- Cucumeropsis mackennii K.Koch nom. inval.
- Cucurbitella ecuadorensis Cogn.
- Melothria sphaerocarpa (Cogn.) H. Schaef. & S.S. Renner
- Momordica procera A.Chev. nom. inval.
- Posadaea sphaerocarpa Cogn.[9]